# Daisuke Nishikawa
Daisuke Nishikawa (Osaka, Japón, 2 de junio de 1970) es un gimnasta artístico retirado japonés,  subcampeón del mundo en 1995 en el concurso por equipos.

## Carrera deportiva
En los JJ. OO. de Seúl 1988 consigue la medalla de bronce en el concurso por equipos —Japón queda por detrás de la Unión Soviética (oro) y la República Democrática Alemana (plata)—; sus compañeros en el equipo japonés eran: Yukio Iketani, Hiroyuki Konishi, Koichi Mizushima, Toshiharu Sato y Takahiro Yameda.
En el Mundial celebrado en Indianápolis en 1991 consigue la medalla de bronce en suelo, por detrás de los soviéticos Igor Korobchinsky (oro) y Vitaly Scherbo (plata).
En los JJ. OO. de Barcelona 1992 ayuda a su país a conseguir la medalla de bronce en el concurso por equipos —Japón queda tras el Equipo Unificado (oro) y China (plata)—; sus cinco colegas en el equipo japonés eran: Yukio Iketani, Masayuki Matsunaga, Yoshiaki Hatakeda, Yutaka Aihara y Takashi Chinen.
En el Mundial de Sabae 1995 gana la medalla de plata en el concurso por equipos —Japón queda por detrás de China (oro) y delante de Rumania (bronce)—.